# Oneohtrix Point Never
Oneohtrix Point Never (spesso abbrevviato in OPN), pseudonimo di Daniel Lopatin (Wayland, 25 luglio 1982), è un musicista sperimentale statunitense stanziato a Brooklyn.

## Stile musicale
Lo stile di Oneohtrix Point Never è una musica elettronica ispirata all'ambient-drone e viene composta generalmente attraverso l'uso di sintetizzatori vecchia data. Essa è stata definita "simile ad uno specchio incrinato che rinfrange i suoni del passato". Proprio per tali ragioni viene riconosciuto fra gli esponenti del cosiddetto pop ipnagogico. Tuttavia, Lopatin ha anche pubblicato musica ispirata al pop degli anni ottanta dapprima con Chuck Person's Eccojams Vol. 1, citato come uno dei primi album dello stile vaporwave e poi con Channel Pressure pubblicato con Joel Ford.

## Discografia

### Album in studio
- 2007 - Betrayed in the Octagon
- 2008 - Russian Mind
- 2009 - Zones Without People
- 2010 - Returnal
- 2010 - Chuck Person's Eccojams Vol. 1 (come Chuck Person)
- 2011 - Replica
- 2013 - R Plus Seven
- 2015 - Garden of Delete
- 2018 - Age Of
- 2020 - Magic Oneohtrix Point Never
- 2023 - Again

### Collaborazioni
- 2011 - Channel Pressure (con Joel Ford)
- 2012 - Instrumental Tourist (con Tim Hecker)

## Filmografia

### Colonne sonore
- Good Time, regia di Josh e Benny Safdie (2017)
- Diamanti grezzi (Uncut Gems), regia di Josh e Benny Safdie (2019)
- The Curse, serie TV (2023)
- Marty Supreme, regia di Josh Safdie (2025)

## Riconoscimenti
- 2017 - Festival di Cannes
  - Cannes Soundtrack Award per Good Time